# Stadna
Stadna là một chi bướm đêm thuộc họ Erebidae.